# Juliette Béliveau

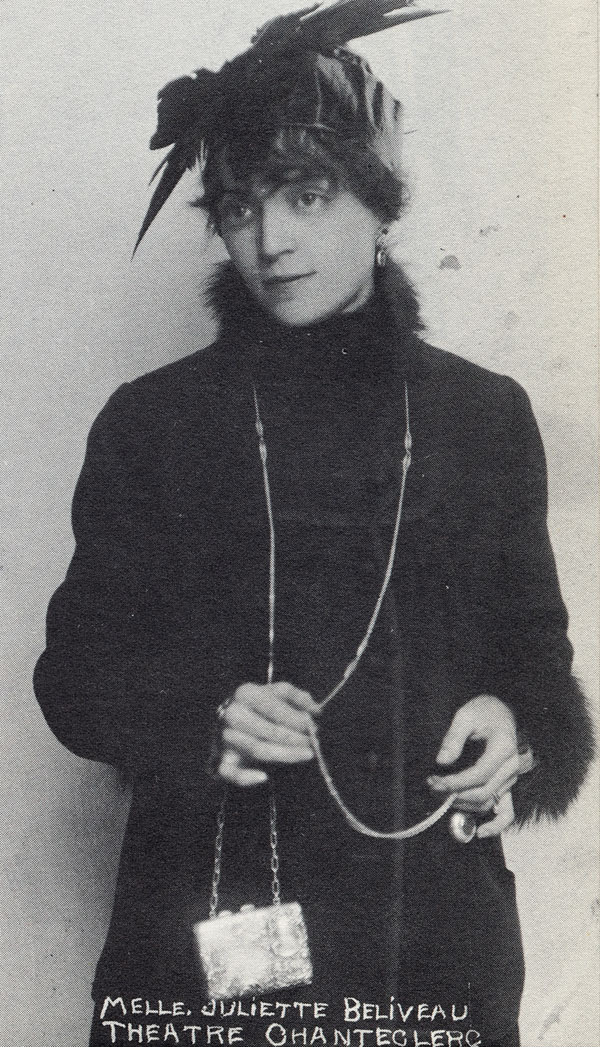
Juliette Béliveau, 1915

Juliette Béliveau (* 28. Oktober 1889 in Nicolet, Québec; † 26. August 1975 in Montreal, Québec) war eine kanadische Schauspielerin.

## Leben
Béliveau trat bereits zehnjährig am Theater Monument-National in La Meunière im Rahmen von Elzéar Roys Soirées de famille auf und wurde "la petite Sarah" (nach Sarah Bernhardt) genannt. 1900 debütierte sie am Theatre des Variétés in Adolphe d’Ennerys Deux Orphelins. 1901 spielte sie in La case de l'Oncle Tom am Theatre National unter Leitung von Paul Cazeneuve. Im Folgejahr trat sie als Fanfan in Victorien Sardous Stück La Famille Benoîton am Théâtre Les Noveautés, und 1903 spielte sie die Titelrolle in Louis-Honoré Fréchettes Véronica.
Nach der Schließung des Theatre des Varietés trat Béliveau mit dem Companies des Conservatoire Lasalle und des Natioscope auf und zog sich nach ihrer Heirat 1916 weitgehend von der Theaterarbeit zurück.
Anfang der 1920er Jahre nahm sie für das Label Starr zahlreiche Varieténummern u. a. mit Elzéar Hamel, Alexandre Desmarteaux, Eugène Daignault, Ovila Légaré und vor allem J. Hervey Germain auf, mit dem sie bereits 1919 52 Wochen lang in dem Stück Les Aventures d'Aglaé auf der Bühne des Ouimetoscope gestanden hatte. Daneben trat sie in etwa 100 Komödien wie Envoye, envoye von Paul Gury, En roulant ma boule von Almer Perreault, Montréal fin d'année von J. R. Tremblay, As-tu vu Gédéon? von Armand Leclaire, und Fridolin von Gratien Gélinas am Théâtre National auf.
Mit dem Aufkommen des Rundfunks in den 1930er Jahren wirkte sie an mehreren Radioserien mit. Von 1947 bis 1950 hatte sie eine eigene Sendung: Le Programme Juliette Béliveau. Ab dem Ende der 1940er Jahre wirkte sie in mehreren Kinofilmen mit, darunter Métropole (1947), Un homme et son péché (1949) und Le rossignol et les cloches (1952). In Gelinás' Tit Coq (1953) spielte sie die Tante Clara.
Seit Beginn der 1950er Jahre trat Béliveau in zahlreichen Fernsehserien und Seifenopern auf. Auf die Bühne kehrte sie in Stücken wie  Sonnez les Matines von Félix Leclerc (1956), Hennie soit qui joual y pense (1961) und Qui s'y frotte s'y pique (1962 am Théâtre du Rideau Vert) zurück, zudem wirkte sie in Muriel Millards Musicals Gai gai la belle province (1966) und Terre des femmes (1968) mit. 1972 wurde sie mit einer Fernsehgala am Théâtre Saint-Denis geehrt.